# Herbeuville
 Herbeuville  là một xã thuộc tỉnh Meuse trong vùng Grand Est đông nam nước Pháp. Xã này nằm ở khu vực có độ cao trung bình 318 mét trên mực nước biển.